# Линово
Линово је насеље у Србији у општини Бабушница у Пиротском округу. Према попису из 2022. било је 8 становника.
Линово је сточарско - ратарско насеље разбијеног типа које се налази у подножју Црног Врха (1163 м), једног од врхова Суве планине. Налази се на око 9 км јужно од Бабушнице као општинског центра. По предању име добија од личног имена освајача - Лине. Простире се у висинској зони од 600 до 720 метара надморске висине. Физиономски повезује три махале: Дел, Горњу и Доњу. Кроз село протиче Линоштица, десна притока реке Лужнице. Насеље се први пут помиње на попису из 1879. године (40 домаћинстава и 349 житеља). У селу се налази црква свете Тројице, чији дан је и црквена сеоска слава, који је изграђен почетком 20. века. Струју насеље добија 60-их година 20. века, а водом се снадбева преко локалних извора.

## Демографија
У насељу Линово живи 115 пунолетних становника, а просечна старост становништва износи 65,7 година (62,4 код мушкараца и 68,9 код жена). У насељу има 65 домаћинстава, а просечан број чланова по домаћинству је 1,82. Према попису из 2011. године број становника износи 64.
Ово насеље је у потпуности насељено Србима (према попису из 2002. године), а у последња три пописа, примећен је пад у броју становника.
|  |

| Демографија | Демографија | Демографија |
| Година      | Становника  | Становника  |
| ----------- | ----------- | ----------- |
| 1948.       | 657         |             |
| 1953.       | 657         |             |
| 1961.       | 614         |             |
| 1971.       | 470         |             |
| 1981.       | 317         |             |
| 1991.       | 184         | 184         |
| 2002.       | 118         | 118         |
| 2011.       | 64          |             |
| 2022.       | 8           |             |

| Етнички састав према попису из 2002.‍ | Етнички састав према попису из 2002.‍ | Етнички састав према попису из 2002.‍ | Етнички састав према попису из 2002.‍ | Етнички састав према попису из 2002.‍ |
| ------------------------------------ | ------------------------------------ | ------------------------------------ | ------------------------------------ | ------------------------------------ |
|                                      |                                      |                                      |                                      |                                      |
| Срби                                 | Срби                                 |                                      | 118                                  | 100,0%                               |

| Година пописа     | 1948. | 1953. | 1961. | 1971. | 1981. | 1991. | 2002. |
| ----------------- | ----- | ----- | ----- | ----- | ----- | ----- | ----- |
| Број домаћинстава | 109   | 117   | 126   | 126   | 114   | 89    | 65    |

| Број чланова      | 1  | 2  | 3 | 4 | 5 | 6 | 7 | 8 | 9 | 10 и више | Просек |
| ----------------- | -- | -- | - | - | - | - | - | - | - | --------- | ------ |
| Број домаћинстава | 22 | 37 | 3 | 2 | 1 | 0 | 0 | 0 | 0 | 0         | 1,82   |

| Пол    | Укупно | Неожењен/Неудата | Ожењен/Удата | Удовац/Удовица | Разведен/Разведена | Непознато |
| ------ | ------ | ---------------- | ------------ | -------------- | ------------------ | --------- |
| Мушки  | 57     | 10               | 37           | 9              | 1                  | 0         |
| Женски | 59     | 3                | 37           | 19             | 0                  | 0         |
| УКУПНО | 116    | 13               | 74           | 28             | 1                  | 0         |

| Пол    | Укупно                    | Пољопривреда, лов и шумарство | Рибарство                            | Вађење руде и камена | Прерађивачка индустрија       |
| ------ | ------------------------- | ----------------------------- | ------------------------------------ | -------------------- | ----------------------------- |
| Мушки  | 10                        | 8                             | 0                                    | 0                    | 0                             |
| Женски | 6                         | 6                             | 0                                    | 0                    | 0                             |
| УКУПНО | 16                        | 14                            | 0                                    | 0                    | 0                             |
| Пол    | Производња и снабдевање   | Грађевинарство                | Трговина                             | Хотели и ресторани   | Саобраћај, складиштење и везе |
| Мушки  | 0                         | 0                             | 1                                    | 0                    | 0                             |
| Женски | 0                         | 0                             | 0                                    | 0                    | 0                             |
| УКУПНО | 0                         | 0                             | 1                                    | 0                    | 0                             |
| Пол    | Финансијско посредовање   | Некретнине                    | Државна управа и одбрана             | Образовање           | Здравствени и социјални рад   |
| Мушки  | 0                         | 0                             | 0                                    | 0                    | 0                             |
| Женски | 0                         | 0                             | 0                                    | 0                    | 0                             |
| УКУПНО | 0                         | 0                             | 0                                    | 0                    | 0                             |
| Пол    | Остале услужне активности | Приватна домаћинства          | Екстериторијалне организације и тела | Непознато            | Непознато                     |
| Мушки  | 0                         | 0                             | 0                                    | 1                    | 1                             |
| Женски | 0                         | 0                             | 0                                    | 0                    | 0                             |
| УКУПНО | 0                         | 0                             | 0                                    | 1                    | 1                             |